# Rico Benatelli
Rico Benatelli (* 17. März 1992 in Herdecke) ist ein deutscher Fußballspieler.

## Karriere
Rico Benatelli spielte von klein auf beim VfL Bochum, wo auch schon sein Vater Frank als Profifußballer tätig war. Nachdem er neun Jahre für den VfL gespielt hatte, wechselte er im Jahr 2008 in die Jugendabteilung von Borussia Dortmund. Doch in der A-Jugend lief es alles andere als gut für ihn, er zog sich zwei Mittelfußbrüche zu und sah seine Karriere im Seniorenbereich gefährdet.
Trotz seiner schweren Verletzung bekam er einen Vertrag für die U-23-Mannschaft des BVB. Nach einem halbjährigen Anlauf etablierte er sich in der Regionalliga-Truppe von David Wagner und wurde zu einem wichtigen Leistungsträger. Am 28. Januar 2012 erzielte er gegen die zweite Mannschaft von Bayer 04 Leverkusen in der 87. Minute den 2:1-Siegtreffer und auch beim 1:0-Auswärtssieg beim SC Idar-Oberstein avancierte er durch sein Tor zum Matchwinner. Nachdem die zweite Mannschaft am Ende der Hinrunde 14 Punkte Rückstand auf die Sportfreunde Lotte und den damit einzigen Aufstiegsplatz hatte, startete das Team in der Rückrunde eine furiose Aufholjagd, erreichte 52 von maximal 57 möglichen Punkten und schaffte damit mit einem Punkt Vorsprung vor Lotte den Aufstieg in die 3. Fußball-Liga 2012/13.
Für die Saison 2012/13 wurde Benatelli für den Champions-League-Kader des BVB als Spieler der B-Liste nominiert. Zuvor nahm er aufgrund der vielen EM-Fahrer an der Vorbereitung der Profis teil.
Am 21. Juli 2012 absolvierte er bei der 0:2-Auftaktniederlage beim VfL Osnabrück sein Debüt in der 3. Liga. Am 28. Juli 2012, dem zweiten Spieltag der Saison 2012/13, erzielte er sein erstes Profitor im Heimspiel gegen Arminia Bielefeld (1:1). Am 4. Spieltag verhalf er seiner Mannschaft durch zwei Tore zum 2:1-Heimsieg über den Wacker Burghausen. Am 18. Mai 2013 gelang ihm mit seiner Mannschaft ein 1:0-Auswärtssieg beim VfB Stuttgart II, durch diesen sicherte die U-23 am 38. und letzten Spieltag den Klassenerhalt in der 3. Liga.
Zur Saison 2013/14 wechselte Benatelli ablösefrei zum FC Erzgebirge Aue. In der Saison 2015/16 wechselte Benatelli vom Zweitliga-Absteiger FC Erzgebirge Aue ablösefrei zum Ligakonkurrenten Würzburger Kickers.
Im März 2017 wurde bekannt, dass Benatelli zur Saison 2017/18 ablösefrei zum Zweitligisten Dynamo Dresden wechselt. Er erhielt dort einen Zweijahresvertrag.
Im März 2019 gab Dynamo bekannt, dass der auslaufende Vertrag nicht verlängert und Benatelli zur Saison 2019/20 zum FC St. Pauli wechseln werde. Er unterzeichnete dort einen bis Juni 2022 gültigen Vertrag. Nach seinem Vertragsende verließ er die Hamburger nach 63 Zweitligaeinsätzen nach der Saison 2021/22. Im Juli 2022 wechselte er daraufhin zum österreichischen Bundesligisten SK Austria Klagenfurt, bei dem er einen bis Juni 2024 laufenden Vertrag erhielt. Nach seinem Vertragsende verließ er Klagenfurt zum Ende der Saison 2023/24.
Im Anschluss kehrte er zur Saison 2024/25 nach Deutschland zurück und wechselte zum Drittligisten SV Waldhof Mannheim.

## Titel und Erfolge
- Meister der Fußball-Regionalliga West 2011/12 mit Borussia Dortmund II
- Aufstieg in die 3. Fußball-Liga 2012/13 mit Borussia Dortmund II
- Aufstieg in die 2. Bundesliga 2016 mit den Würzburger Kickers